# Malines
Malines /maˈlin/ (in olandese Mechelen /ˈmɛxələ(n)/, in fiammingo Mecheln, in italiano storico Mellina, in inglese storico Mechlin) è una città belga di 80.940 abitanti situata nella provincia di Anversa, nella regione delle Fiandre. Posta esattamente a metà strada tra Bruxelles ed Anversa, si trova in uno dei più grandi distretti industriali del paese. Malines è, assieme ad Anversa, Bruges, Gand e Lovanio, una delle città d'arte delle Fiandre. La città è attraversata dal fiume Dijle ed è dunque spesso indicata come Dijlestad.
È sede arcivescovile cattolica (arcidiocesi di Malines-Bruxelles) ed è la sede primaziale del Belgio.

## Storia

### Origini
La riva che porta a destra della Dyle è paludosa e acquitrinosa, mentre, in questo punto, sulla riva sinistra il terreno è leggermente rialzato, al riparo dalle inondazioni. Proprio qui si installarono quelle popolazioni gallo-romane che costituirono il primo nucleo abitativo di Malines, intorno all'odierno Korenmarkt, la "Piazza del Mercato del Grano". Come testimoniato dai resti di strade risalenti a quel periodo, dopo la Caduta dell'Impero Romano la zona venne abitata da tribù germaniche.
In quel periodo, nell'VIII secolo, vi giunse il monaco-predicatore irlandese Rombaldo che cristianizzò gli abitanti locali. La sua vita leggendaria e i suoi miracoli sono raccontati in una serie di pannelli dipinti nel deambulatorio di quella cattedrale che gli sarà innalzata nel XIII secolo. L'abitato cominciò a svilupparsi solo a partire dal X secolo attorno all'Abbazia di San Rombaldo sulla riva sinistra della Dijle. Infatti, attorno al Capitolo di San Rombaldo, si costituì un secondo nucleo abitativo.

### Medioevo

Limburgo

Nel 910 Malines, insieme al suo contado costituito da qualche comune limitrofo, viene donata come Signoria al Principato vescovile di Liegi. Subito scaturirono dei dissensi fra i vescovi e la potente famiglia nobile locale dei Berthout. Il principe-vescovo Hugues de Chalon (1296-1301) infine si decise, nel 1300, a cedere la signoria per tre generazioni al duca Giovanni II di Brabante, il quale, alleatosi con Jan Berthout, nel 12 novembre 1301 divise con quest'ultimo la propria autorità.
Nel 1303 il duca di Brabante insignì Malines del titolo di città, sottraendo così alla vicina Anversa il monopolio del commercio della lana e del sale e facendo nascere quella profonda rivalità tra le due città che sarebbe venuta meno soltanto nel XX secolo. Malines allora provvide alla costruzione della prima cinta muraria che, munita di dodici porte, inglobava tutte le parrocchie cittadine correndo lungo l'odierno Ringlaan.
Nel 1333 il conte Luigi I di Fiandra comprò la "Signoria di Malines" dal principe-vescovo di Liegi, ma a causa delle costose e lunghe lotte contro la città di Gand fu costretto a rivenderla nel 1346 al duca Giovanni III di Brabante. Con la "pace di Ath", che pose fine alla guerra di successione del Brabante, Luigi II di Fiandra la recuperò nel 1357, ma alla sua morte, nel 1384, Malines passò definitivamente a suo genero, il duca Filippo II di Borgogna.

### Capitale dei Paesi Bassi
Nella città, ormai divenuta particolarmente prospera grazie alla sua posizione sulla Dyle, il duca Carlo il Temerario istituì, il 3 gennaio del 1474, il Grote Raad van Mechelen, il Gran Consiglio di Malines, ossia la corte suprema dei Paesi Bassi borgognoni. Tale istituzione venne tuttavia soppressa con il Groot Privilege - una Charta accordata da Maria di Borgogna - l'11 febbraio 1477, per poi essere ripristinata nel 1504. L'apogeo della potenza e della ricchezza della città giunse con Margherita d'Asburgo, zia dell'imperatore Carlo V e governatrice dei Paesi Bassi tra il 1506 e il 1530, la quale, stabilendovi la propria residenza, elevò Malines al rango di capitale dello Stato. Margherita d'Austria invitò alla sua corte artisti e umanisti celebri, introducendo nel Paese il Rinascimento e favorendo un sostanziale sviluppo economico.

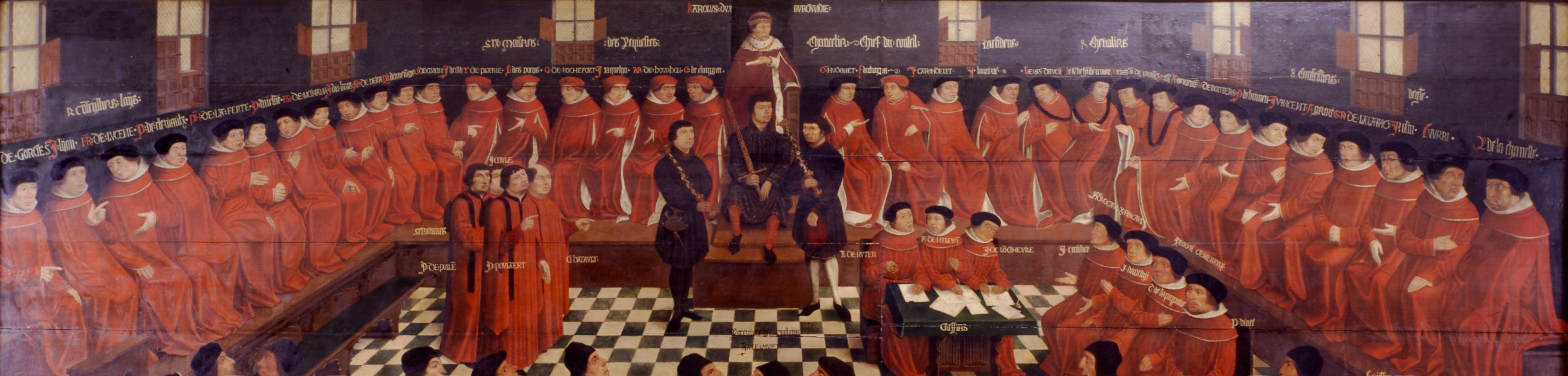
L'apertura del Grote Raad van Mechelen nel 1474.

### Declino

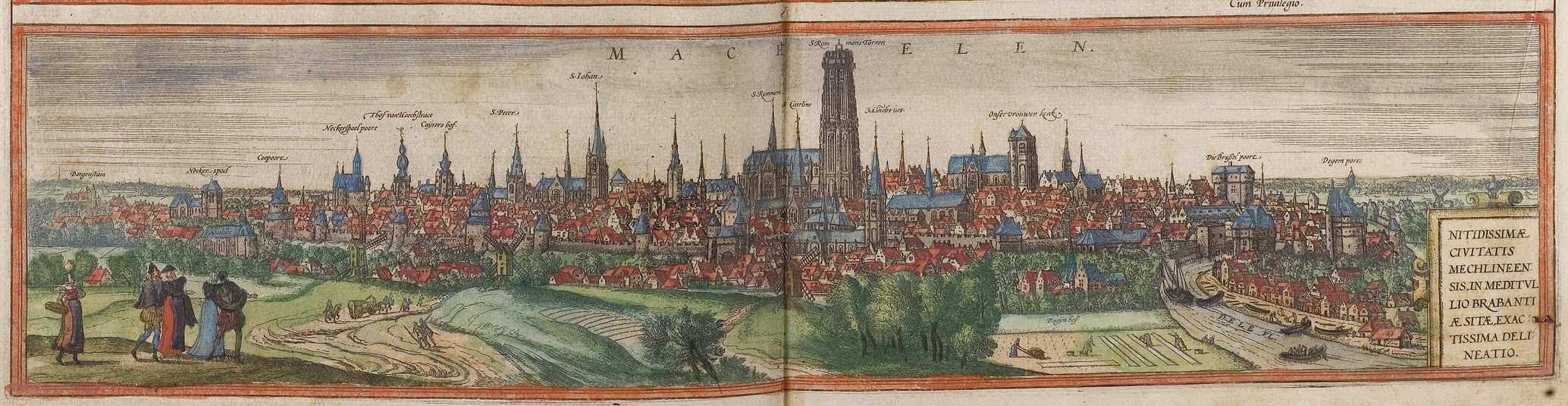
Malines nel 1572

Col successivo trasferimento di molte delle istituzioni presenti in città nella vicina Bruxelles, Malines iniziò un lento declino. Nel 1546 l'esplosione della Zandpoort, la polveriera, apportò notevoli danni alla città, uccidendo circa duecento persone e distruggendo un intero quartiere.

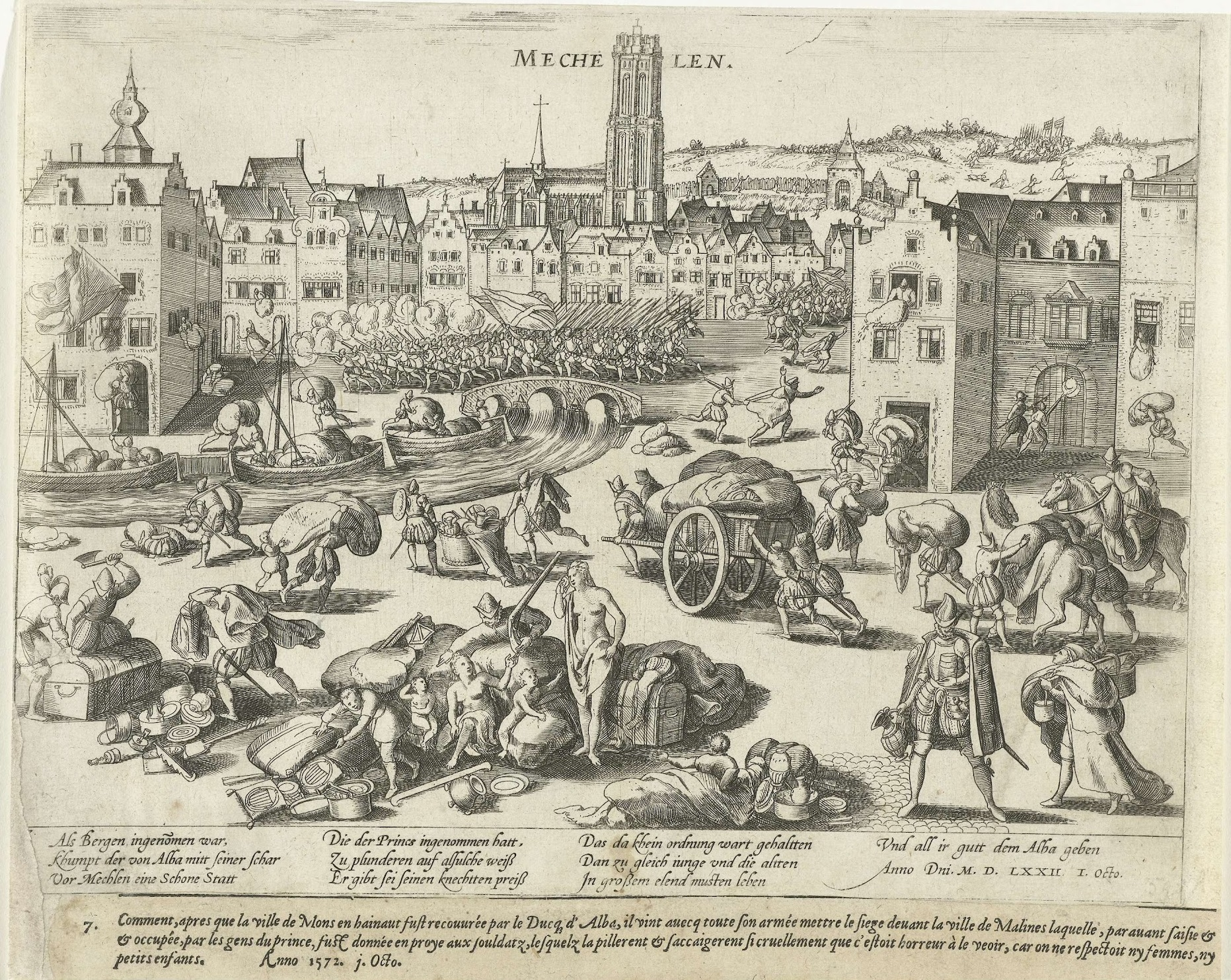
Il Sacco di Malines del 1572

Con la Riorganizzazione religiosa dei Paesi Bassi, nell'ambito delle novità uscite dal Concilio di Trento, il 12 maggio 1559 venne creata l'Arcidiocesi di Malines con la bolla Super Universas di papa Paolo IV, ricavandone il territorio dalla diocesi di Cambrai. L'anno seguente venne innalzata a Primaziale dei Paesi Bassi. Gli anni seguenti, tuttavia, furono particolarmente drammatici, dato che Malines venne coinvolta nelle sanguinose guerre di religione: durante la guerra degli ottant'anni, il 2 ottobre 1572, la città venne saccheggiata e incendiata dagli spagnoli guidati dal duca d'Alba, mentre nel 1580 i Calvinisti ripresero possesso della città, che poi ricadde definitivamente nelle mani degli Spagnoli di Alessandro Farnese nel 1585.

### Tempi moderni
Le mura cittadine vennero abbattute nel 1781 su ordine dell'Imperatore Giuseppe II. 
Dopo la conquista dei Paesi Bassi meridionali dall'armata della Rivoluzione francese, la "Signoria di Malines" fu incorporata nel 1795 al dipartimento delle Due Nete (Deux-Nèthes), la futura Provincia di Anversa. Nel 1798, durante la "Guerra dei contadini", la città fu presa dagli insorti, e poi subito riconquistata dai Repubblicani che fucilarono 41 prigionieri di fronte alla cattedrale.

### Storia contemporanea
Nel XIX secolo Malines divenne un importante centro industriale ed inoltre, nel 1835, fu raggiunta dalla ferrovia per Bruxelles, la prima dell'Europa continentale.
Nella città si svolsero tra il 1921 ed il 1925 le Conversazioni di Malines, una serie di incontri tra eminenti esponenti anglicani e cattolici per avvicinare le posizioni delle due chiese e per richiamarle all'unità. Le sessioni si svolsero presso l'arcivescovado di Malines sotto la presidenza del cardinale Mercier. Vi parteciparono, oltre a lord Halifax e Fernand Portal, strenui e tradizionali sostenitori dell'unione tra anglicani e cattolici, per i cattolici, oltre al cardinale, il suo vicario e poi successore monsignor Van Roey, mentre per gli anglicani il dottor Armitage Robinson, decano di Welles e studioso di patristica e il dottor Walter Frere, vescovo di Truro e storico della liturgia.
Durante la seconda guerra mondiale divenne sede del principale campo di transito nazista del Belgio, da cui partirono per Auschwitz circa 25.000 ebrei e 350 rom, più della metà di quelli deportati dall'intero paese.

## Monumenti e luoghi d'interesse

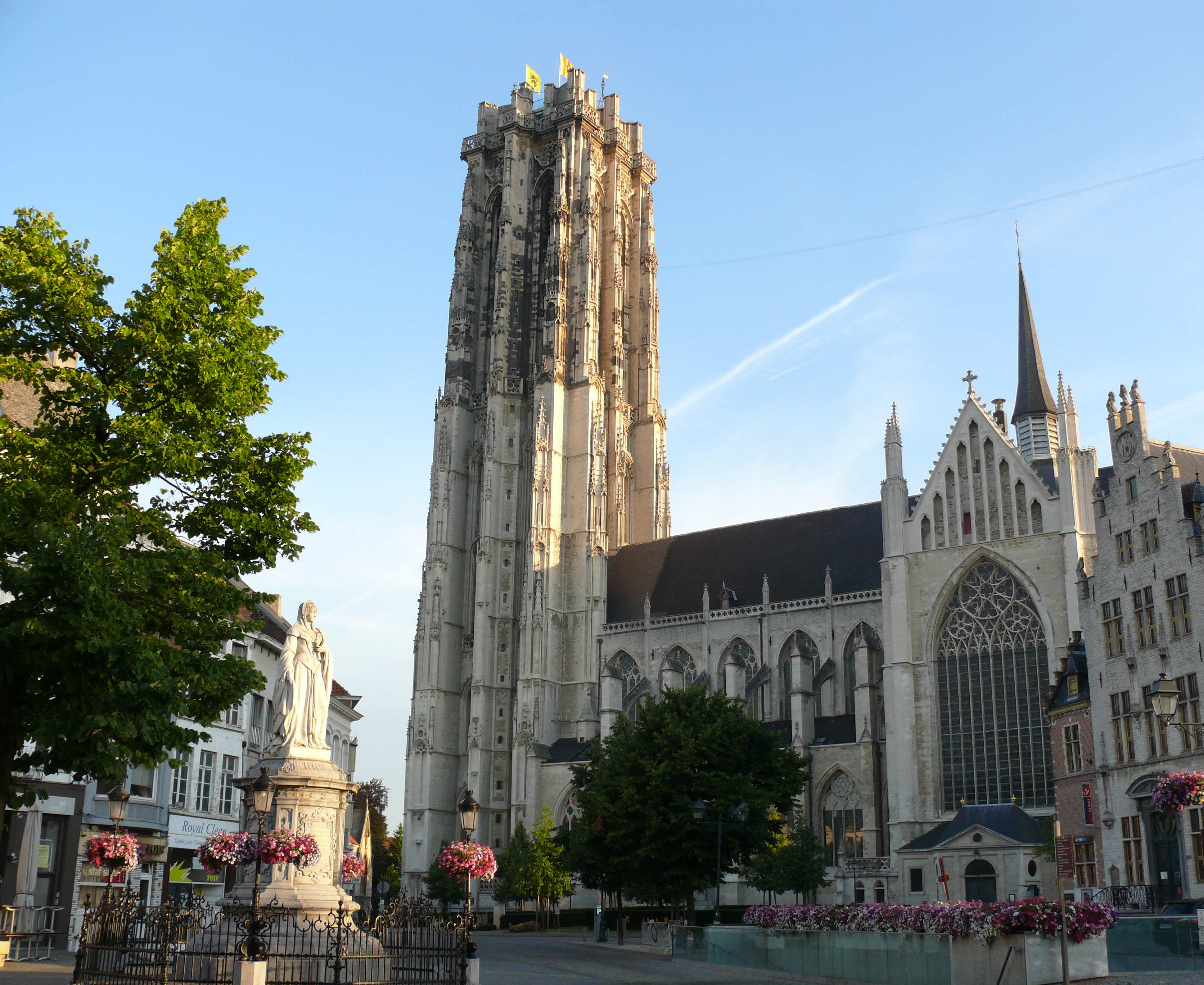
Cattedrale di San Rombaldo.

- La cattedrale di San Rombaldo con la sua alta e possente torre campanaria, venne eretta a partire dal 1217 in forme gotiche secondo la variante brabantina di cui costituisce un vero capolavoro.
- il Municipio gotico, che affaccia sulla Grote Markt, è in realtà un complesso di edifici eretti a partire dal 1320: il palazzo del Gran Consiglio, gotico fiammeggiante del 1525, il Breffroi e l'annesso Mercato dei Tessuti.
- La Brusselpoort è l'unica delle dodici porte delle mura che circondavano la città ad essersi salvata dalle demolizioni del XVIII secolo.
- Il palazzo di Margherita d'Austria è una delle più belle opere dell'architettura rinascimentale nelle Fiandre costruita dai Keldermans a partire dal 1507. Oggi Palazzo di Giustizia.
- Palazzo van Busleyden, altro superbo esempio d'architettura rinascimentale nelle Fiandre, eretto nel 1503-07. Oggi Museo Civico.
- Chiesa di San Giovanni Evangelista, edificio gotico brabantino del 1443-83.
- Chiesa di Nostra Signora oltre la Dyle, grandioso edificio gotico brabantino eretto nei secoli XV-XVI.
- Chiesa di Nostra Signora d'Hanswijk, vasto edificio barocco eretto nel 1663-78 dall'architetto locale Lucas Faydherbe.

## Suddivisioni
Il comune è costituito dai seguenti distretti:
- Malines
- Walem
- Heffen
- Leest
- Hombeek
- Muizen

## Amministrazione

### Gemellaggi
- Arvada
- Chengdu
- Sibiu, dal 1996[10]
- Sucre
- Helmond

## Sport
Le principali squadra di calcio cittadina, sono il Racing Mechelen e il Yellow Red Koninklijke Voetbalclub Mechelen, noto anche come Malines, vincitore della Coppa delle Coppe 1987-1988 e della Supercoppa UEFA 1988.